# Ivan Bojničić

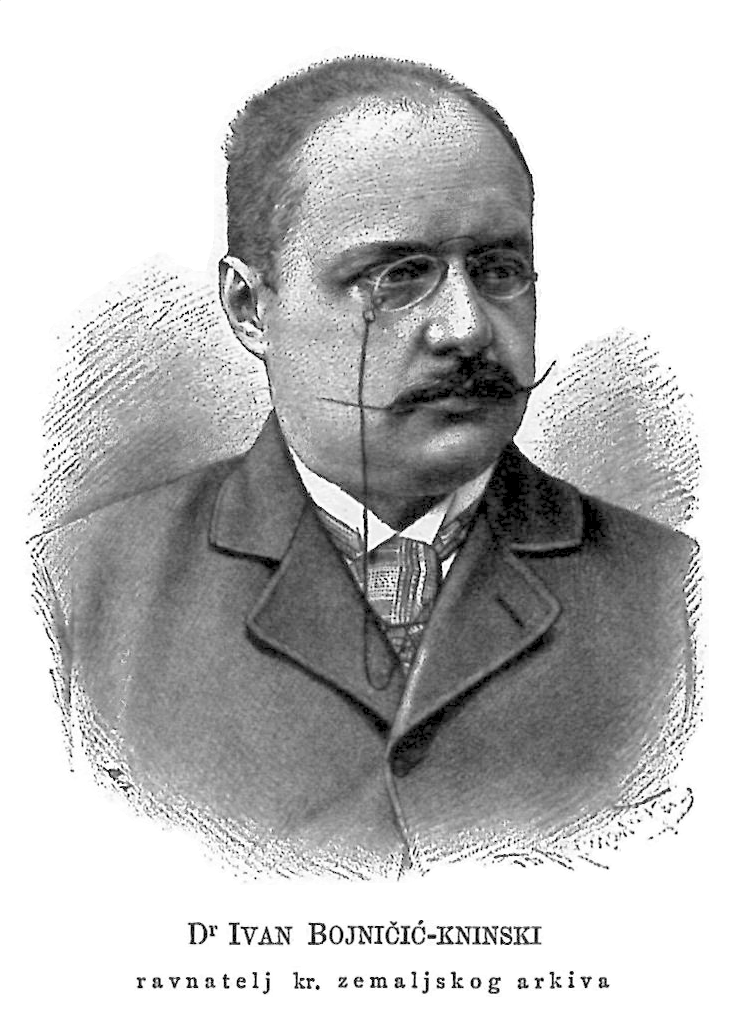
Ivan Bojničić-Kninski (von Theodor Mayerhofer, 1894)

Ivan Bojničić (* 24. Dezember 1858 in Valpovo, Slawonien; † 11. Juni 1925 in Zagreb) war ein Jurist, Archivdirektor und Heraldiker. 

## Leben
Bojničić absolvierte ein Studium der Rechtswissenschaft in Osijek, Budapest und Wien. Er promovierte zum Doktor der Philosophie.
Von 1879 bis 1894 war er Kustos der archäologischen Abteilung des kroatischen Nationalmuseums. Ab 1894 war er Direktor des königlichen kroatisch-slawonisch-dalmatinischen Landesarchives und Lektor an der Universität Zagreb. Mit Genehmigung gab er 1898 die Zeitschrift Mitteilungen des königlichen kroatisch-slavonisch-dalmatinischen Landesarchivs heraus. 1910 nahm Bojničić in Brüssel am Kongress der Bibliothekare und Archivare teil.
An Geschichte und ihren Hilfswissenschaften hatte er ein besonderes Interesse und widmete sich auch der Heraldik. Schwerpunkt bildete auch die Mitarbeit am Neuen Siebmacher. Seine Zuarbeit waren der Adel Kroatiens und Slawoniens sowie Galiziens, Lodomeriens und der Bukowina.

## Werke (Auswahl)
- (Übersetzer) Vjekoslav Klaić: Geschichte Bosniens von den ältesten Zeiten bis zum Verfalle des Königreiches. Verlag Wilhelm Friedrich, Leipzig 1885, urn:nbn:de:bvb:12-bsb00066380-1.
- Der Adel von Kroatien und Slawonien (= J. Siebmacher’s großes Wappenbuch. Bd. 4, Abth. 13). Bauer & Raspe, Nürnberg 1899; Nachdruck: Bauer & Raspe, Neustadt an der Aisch 1986, ISBN 3-87947-035-9.
- mit Friedrich Heyer von Rosenfeld: Der Adel von Galizien, Lodomerien und der Bukowina (= J. Siebmacher’s großes Wappenbuch. Bd. 4, Abth. 14,T. 2). Bauer & Raspe, Nürnberg 1905; Nachdruck: Bauer & Raspe, Neustadt an der Aisch 1985, ISBN 3-87947-032-4.